# Église Saint-Nicolas de Neuvecelle
L'église Saint-Nicolas de Neuvecelle est située à Neuvecelle dans le département français de la Haute-Savoie en France.

## Localisation
L'église Saint-Nicolas est située au centre de la localité.

## Historique
L’église actuelle, rattachée à la paroisse de Saint-André-en-Gavot, a pour origine la chapelle des seigneurs de Neuvecelle construite au XIIe siècle dans l’enceinte du château. Remaniée et agrandie au cours des siècles elle est reconstruite au même endroit à partir de 1840 et consacrée par Mgr Louis Rendu le 4 juillet 1847. Elle a fait l'objet de restauration à la fin du XXe siècle.

## Architecture
L’église, au plan en croix latine, est de style néoclassique sarde avec coupole. Le clocher roman accolé à la face sud est postérieur à la reconstruction et date de 1896.

## Mobilier
Le retable de l'ancienne église est transféré dans la chapelle de Maraîche en 1884 alors qu'un nouveau est commandé à un artisan de Saint-Jeoire. Les deux statues de saint Nicolas et de saint Didier y retrouvent leur place. La chaire et les stalles sont installées par le curé Bosonnet.
Les vitraux du transept portent à leurs bases les armoiries de Neuvecelle dont les origines remontent au XIIe siècle
.
L’église est dotée deux cloches coulées dès 1819 par le fondeur Louis Golay de Morges dans le canton de Vaud puis de deux autres par Georges et Francisque Paccard en 1911.